# Brauerei Schellenhof

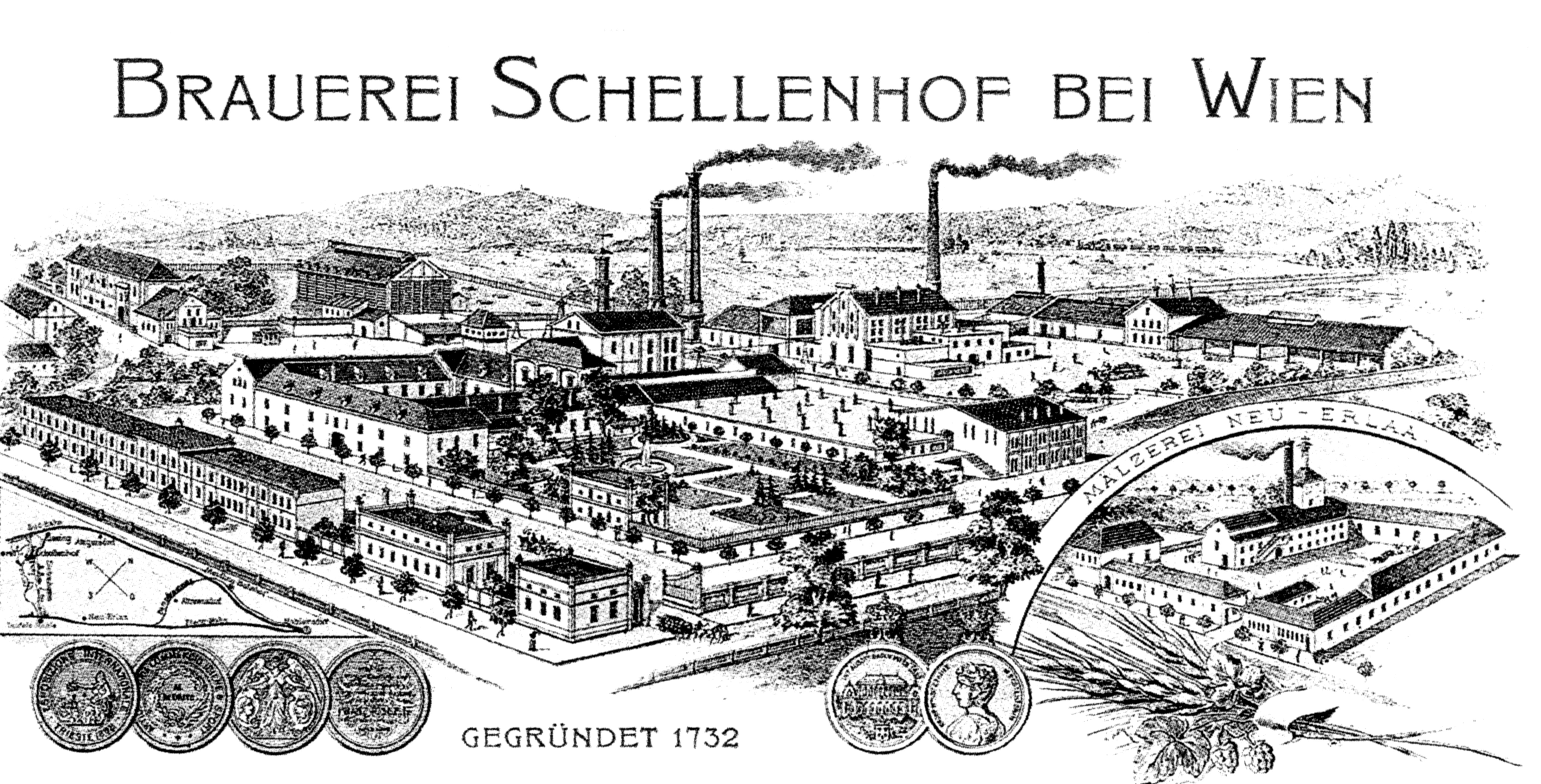
Brauerei Schellenhof

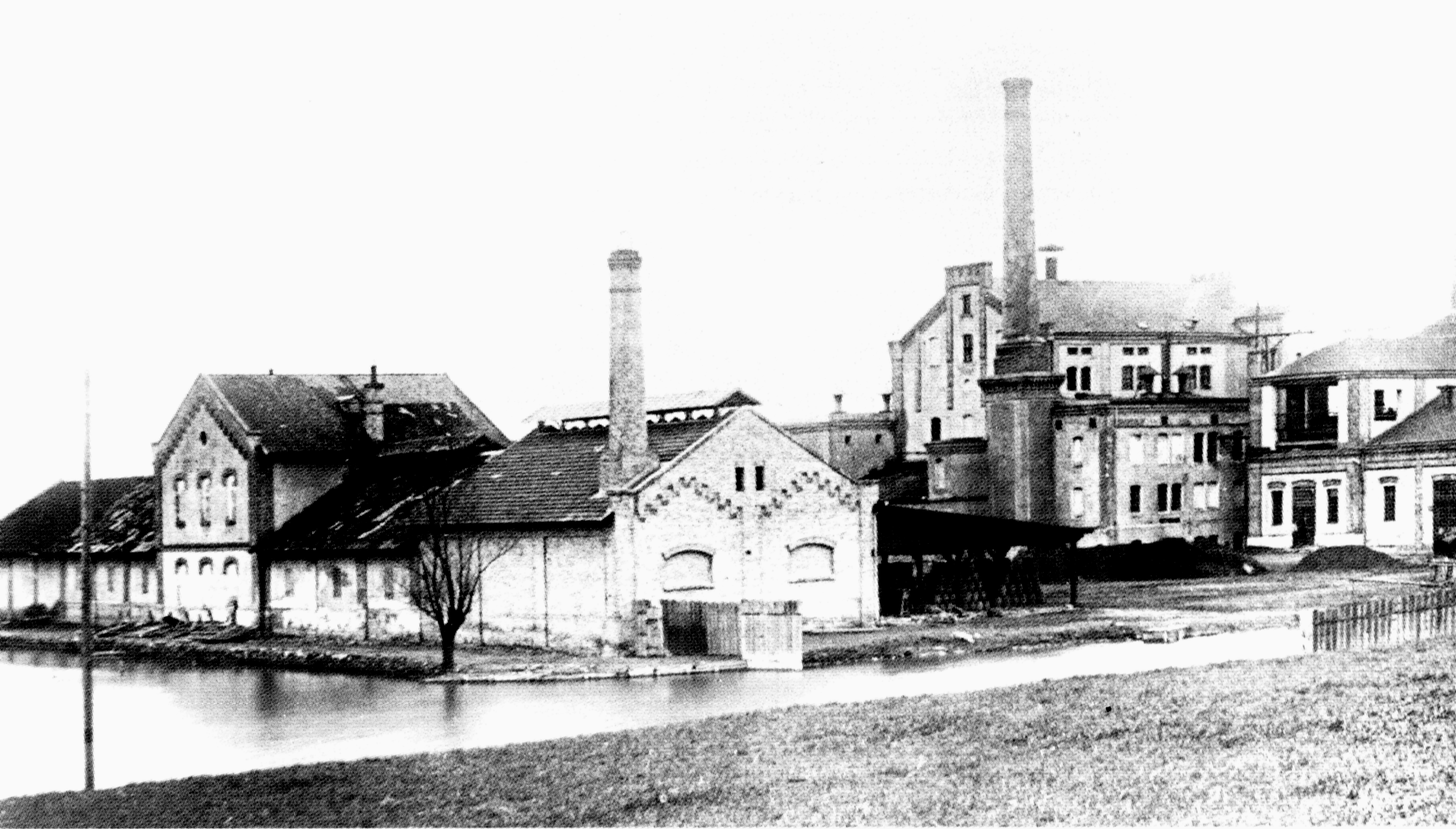
Brauerei Schellenhof um 1900

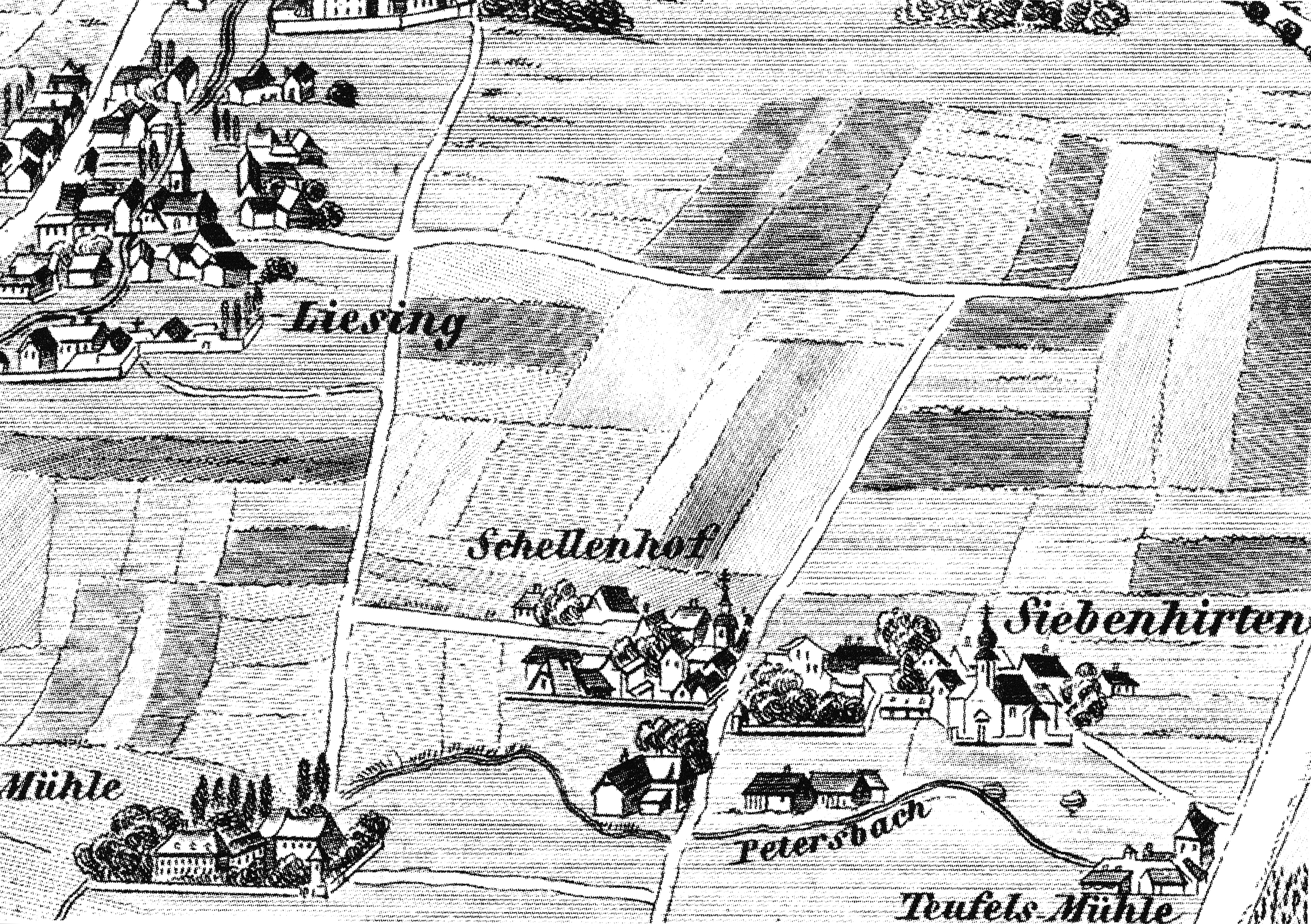
Siebenhirten und Schellenhof um 1837

Die Brauerei Schellenhof war eine Niederösterreichische bzw. Wiener Bierbrauerei, die von 1719 bis 1926 im ehemals eigenständigen Ort Siebenhirten bestand. Die seit 1938 zu Wien gehörenden Gebäude wurden 1944 zerstört.

## Geschichte
Die Brauerei befand sich am gleichnamigen Schellenhof (auch Schallhof genannt), einem ehemaligen Edelsitz an der Südgrenze des heutigen Wiener Stadtgebiets, der um 1530 erstmals erwähnt wird.
1719 wird hier erstmals eine Brauerei erwähnt. 1798 war Michael Dittmann der zuständige Braumeister. In einem Reiseführer in 1826 wird das Brauhaus am Schellenhof als gut besucht beschrieben.
Am 2. November 1852 wird der Edelsitz Schellenhof gemeinsam mit Brauhaus, Brauhauseinrichtung und Grundstücken aufgrund von unbezahlten Schulden zwangsversteigert. Am 24. April 1853 wird der Schellenhof erneut zwangsversteigert. Laut Wiener Zeitung als Teil der Konkursmasse von Valentin Ritter von Mack. Der neue Brauereibesitzer, Karl Neide, ist im Jänner 1855 zahlungsunfähig, laut Gericht nicht auffindbar und die Zwangsversteigerung der Pferde findet im Februar 1855 statt. 1856 wird der gesamte Brauhof erneut versteigert. Im Oktober 1856 wird das Brauhaus vom neuen Eigentümer zur Pacht ausgeschrieben. Im Militärjahr 1857/58 steuerte die Brauerei 19,779 Eimer Bier zum Wehrbedarf bei (Im Vergleich lieferte Klein-Schwechat 313,200 Eimer). Im Jahr 1859 wurde der Schellenhof von dem Wiener Großhändler Johann Christian Hoppe erworben, ein Teil des Grundstücks an eine Ziegelei verkauft und das Hauptgewicht auf den Brauereibetrieb gelegt. Im Jahr 1862 wurde das Unternehmen in eine Aktiengesellschaft umgewandelt bzw. von der Ersten Bierbrauerei-Aktiengesellschaft erworben welche daraufhin einen bedeutenden Aufschwung erlebte. 1863 erwarb die Gesellschaft die in Auflösung begriffene Brauerei Neu-Erlaa, deren Gebäude wurde für die Mälzerei genützt. Nach Einrichtung eines Dampfbetriebs gelang es, die Produktion erheblich zu steigern. 1875 wurde der rechte Seitenaltar mit Bild von der Hauskapelle der Brauerei Schellenhof in die Kirche St. Martin gebracht. Im Jahr 1897 betrug der Ausstoß 147.870 Hektoliter Bier.
Die Brauerei wurde im Jahr 1926 geschlossen und die Brau- und Lieferrechte von den übrigen Wiener Brauereien übernommen. Das Areal wurde in den Folgejahren teilweise verbaut. Die ehemaligen weitläufigen Lagerkeller der Brauerei wurden im Zweiten Weltkrieg unter dem Decknamen „Sophie“ als U-Verlagerung zur Flugmotorenfertigung und als Luftschutzkeller benützt. Bei Luftangriffen am 29. Mai und am 23. August 1944 wurde der ehemalige Brauereikomplex durch verheerende Bombenangriffe zerstört. An die 176 in den ehemaligen Kelleranlagen Schutz suchende Menschen kamen dabei ums Leben.
Heute befindet sich auf dem Areal der ehemaligen Brauerei Schellenhof die Wohnhausanlage „Brauhausflur“ der Gemeinde Wien, wobei einige ehemalige Nebengebäude der Brauerei und Teile der Kelleranlagen sowie der ehemalige Eisteich „Schellensee“ immer noch erhalten sind.